# کلیوچ بدیوو
کلیوچ بدیوو (انگلیسی: Klyuch Bedeyevo) یک شهرک در شهرستان نوریمانوفسکی استان باشقیرستان کشور روسیه است.